# Messerschmitt Me 263

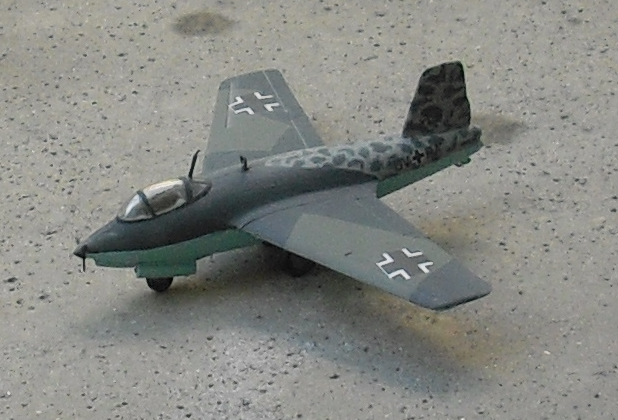
Model van Messerschmitt Me 263

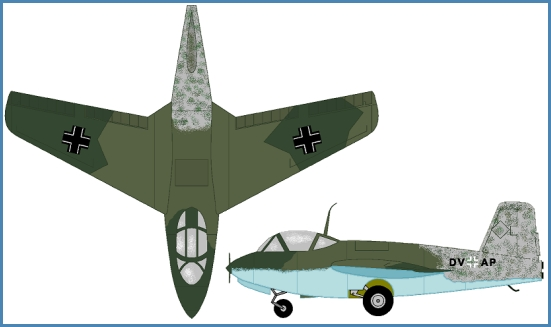
Messerschmitt Me 263

De Messerschmitt Me 263 / Junkers Ju 248 was een project voor een onderscheppingjager dat werd ontwikkeld door de Duitse vliegtuigontwerper Messerschmitt.
Het project stond onder leiding van Alexander Lippisch die op dat moment bij Messerschmitt in dienst was. Het project werd opgezet om een aantal tekortkomingen van de Me 163 op te lossen. Men werkte in de winter van 1943 – 1944 aan het project.
Het nieuwe ontwerp was groter dan de Me 163 en had een verbeterd rompontwerp waardoor er meer ruimte was voor brandstof. Men maakte ook gebruik van een nieuwe motor en er was een intrekbaar landingsgestel geplaatst.

## Prototype
Men maakte voor het eerste prototype gebruik van een standaard Me 163 dat aan het nieuwe ontwerp werd aangepast. De Me 163D V1 was in het voorjaar van 1944 gereed. Het toestel had in de tussentijd de aanduiding Me 263A-1 gekregen. Het rijksluchtvaartministerie RLM maakte toen echter bekend dat het project werd overgenomen door Junkers om zo het ontwikkel en productieprogramma voor Messerschmitt te verlichten. Bij Junkers te Dessau werd het project overgenomen door Prof. Hertal. Men veranderde de aanduiding in Ju 248 en werden er verschillende aanpassingen in het ontwerp aangebracht. De rompbovenkant werd verlaagd om zo een druppelcockpit toe te kunnen passen. Het werd ook voorzien van een bewapening van twee 30 mm MK108 kanonnen in de vleugelwortels.
Er werden plannen gemaakt voor de serieproductie en gebruik te gaan maken van de nieuwe BMW 708 raketmotor. Het RLM drong er bij Junkers ook op aan om de aanduiding Me 263A-1 weer te gaan gebruiken. Door de oorlogssituatie tegen het einde van 1944 werd het opzetten van de nieuwe productielijn nooit voltooid.
Er heeft slechts een toestel gevlogen. Dit was als zweefvliegtuig dat in 1944 te Dessau was gebouwd. Na de oorlog werd het project door de Russen overgenomen maar korte tijd later alweer snel geannuleerd.
Vooroorlogse ontwerpen:
S 7 ·
S 8 ·
S 9 ·
S 10 ·
S 13 ·
S 14 ·
S 15 ·
S 16 ·
M 17 ·
M 18 ·
M 19 ·
M 20 ·
M 21 ·
M 22 ·
M 23 ·
M 24 ·
M 25 ·
M 26 ·
M 27 ·
M 28 ·
M 29 ·
M 30 ·
M 31 ·
M 33 ·
M 35 ·
M 36 · 
M 37
Ontwerpen 1933-1945:
Bf 108 · 
Bf 109 ·
Bf 109TL ·
Bf 109Z ·
Bf 110 ·
Bf 161 ·
Bf 162 ·
Me 163 · 
Me 209 ·
Me 210 ·
Me 261 ·
Me 262 · 
Me 263 ·
Me 264 · 
Me 265 · 
Me 290 · 
Me 309 ·
Me 309Z ·
Me 321 · 
Me 323 · 
Me 328 · 
Me 334 ·
Me 410 · 
Me 509 · 
Projecten tot 1945:
P.1051 ·
P.1062 ·
P.1065 ·
P.1070 ·
P.1073 ·
P.1092 ·
P.1095 ·
P.1099 ·
P.1100 ·
P.1101 ·
P.1102 ·
P.1103 ·
P.1104 ·
P.1106 ·
P.1107 ·
P.1108 ·
P.1109 ·
P.1110 ·
P.1111 ·
P.1112
Libelle ·
Schwalbe ·
Wespe ·
P.08.01 ·
Zerstörer Project II
Overig:
C-44